# Kirche von Bagsværd

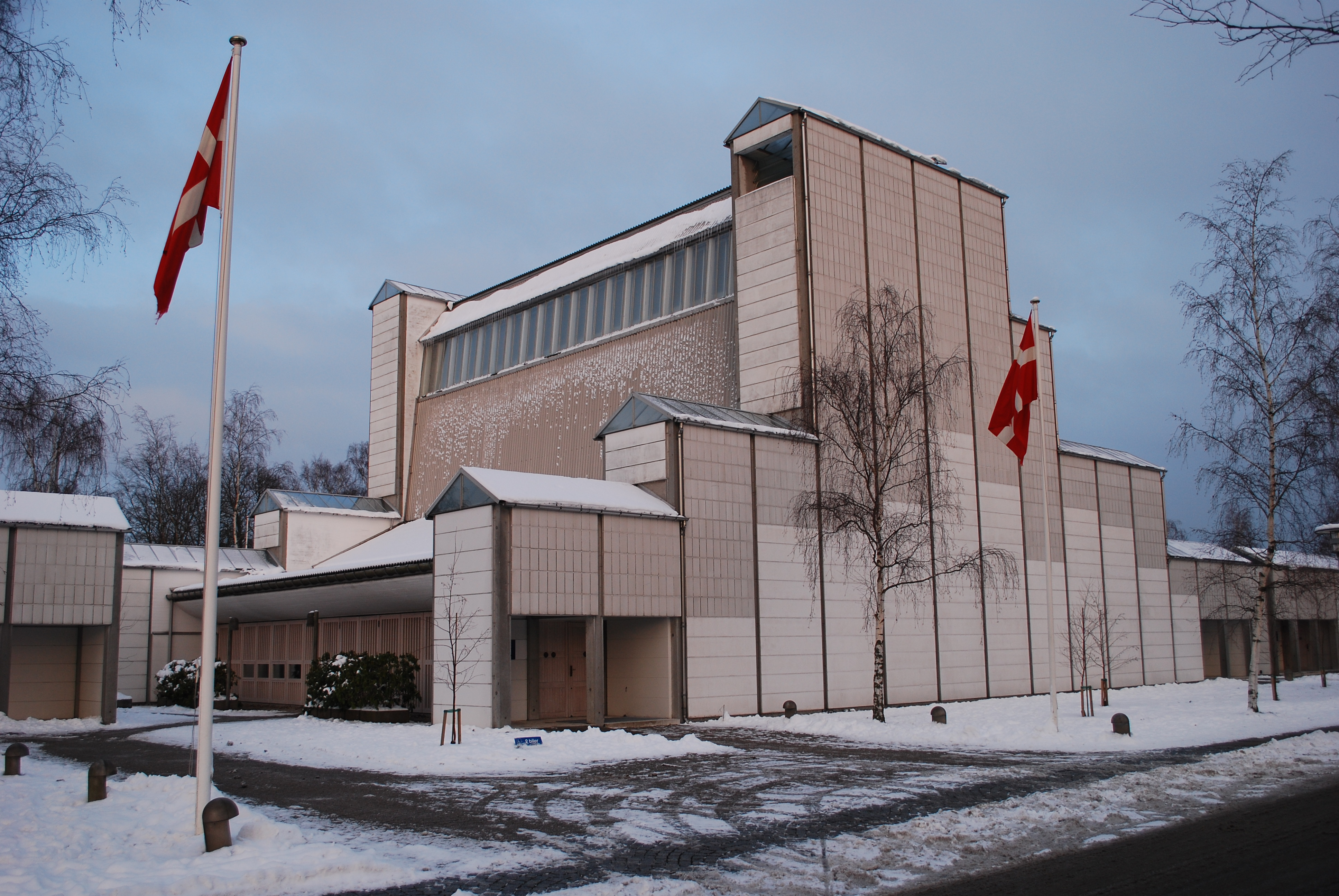
Kirche von Bagsværd

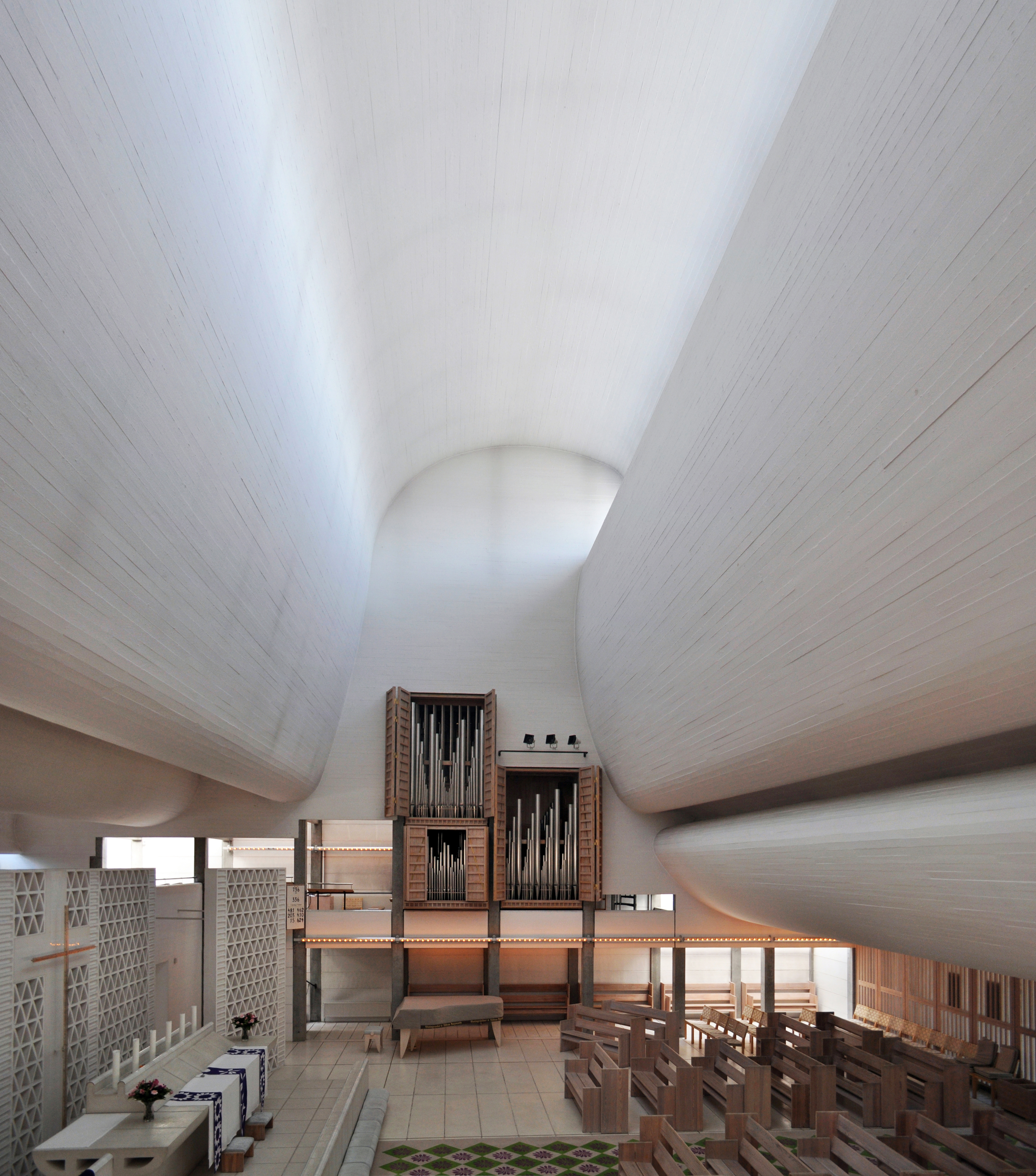
Innenraum

Die Kirche von Bagsværd, einem Ortsteil der Kommune Gladsaxe in der Hovedstadsområdet, ist ein Kirchengebäude der evangelisch-lutherischen Dänischen Volkskirche. Die Kirchengemeinde Bagsværd Sogn gehört zur Propstei Gladsaxe-Herlev im Bistum Helsingør.
Sie wurde von dem dänischen Architekten Jørn Utzon entworfen und 1976 eröffnet.

## Beschreibung
Die strenge äußere Gestalt der Kirche steht im Kontrast zu der dynamischen Architektur des Innenraums. Das Dach ist aus vorgefertigten gewölbten Stahlbetonelementen gefertigt.
Der Architekturkritiker Kenneth Frampton zählt die Kirche zu den wichtigen Beispielen des kritischen Regionalismus. 